# Lo Molinot (Herba-savina)
Lo Molinot era un molí del terme municipal de Conca de Dalt, dins de l'antic terme d'Hortoneda de la Conca. Pertany al poble de Vilanoveta. Actualment és del tot en ruïnes, pràcticament desaparegut.
Estava situat a la riba esquerra del riu de Carreu, al sud-oest de Vilanoveta, al nord del Tossal del Senyal i a l'extrem de llevant del Serrat de les Serres.

## Etimologia
La forma Molinot ens remet a una variant despectiva del mot molí. Es tracta d'un topònim romànic de caràcter descriptiu, emprat d'una banda per a reflectir l'activitat que s'hi duia a terme i per l'altra a donar compte d'una construcció precària, petita, que ha acabat desapareixent per la seva pròpia migradesa en alguna avinguda del riu de Carreu.